# فرانك ستابليتون
فرانك ستابليتون (بالإنجليزية: Frank Stapleton)‏، من مواليد 10 يوليو 1956، لاعب كرة قدم إيرلندي سابق، ومدرب كرة قدم إيرلندي سابق.
لعب مع منتخب إيرلندا لكرة القدم.

## مسيرته الكروية
لعب فرانك ستابليتون خلال مسيرته الاحترافية مع 10 أندية في أربعة وعشرين موسمًا وسجل خلالها 156 هدف ضمن 636 مباراة. حيث فاز في ثلاثة مواسم بالكأس ولم يفز بأي دوري.
خاض فرانك ستابليتون مسيرته مع نادي أرسنال في موسم 1974–75 ليلعب معه سبعة مواسم، مشاركًا في 225 مباراة سجل خلالها 75 هدفًا. ثم انتقل إلى نادي مانشستر يونايتد في موسم 1981–82 ليلعب معه ستة مواسم، حيث شارك في 223 مباراة سجل خلالها 60 هدف. لينتقل بعدها إلى نادي أياكس أمستردام في موسم 1987–88 لمدة موسم واحد، مشاركًا في 3 مباريات ولم يسجل أي هدف. ثم انتقل إلى نادي لوهافر في موسم 1988–89 لمدة موسم واحد، مشاركًا في 18 مباراة سجل خلالها 5 أهداف. هذا وانتقل لاحقًا إلى نادي بلاكبيرن روفرز في موسم 1989–90 ولمدة موسمين، مشاركًا في 81 مباراة سجل خلالها 13 هدفًا. ثم انتقل بعدها إلى نادي برادفورد سيتي في موسم 1991–92 واستمر معه طيلة ثلاثة مواسم، مشاركًا في 68 مباراة سجل خلالها هدفين. ليعود وينتقل من جديد، لكن هذه المرة إلى نادي برايتون أند هوف ألبيون في موسم 1994–95 لمدة موسم واحد، مشاركًا في مباراتين ولم يسجل أي هدف.

## روابط خارجية
- فرانك ستابليتون على موقع الاتحاد الدولي (مؤرشف)  (الإنجليزية)
- فرانك ستابليتون على موقع الاتحاد الأوربي (الإنجليزية)
- فرانك ستابليتون على موقع قاعدة بيانات كرة القدم.إي يو (الإنجليزية)
- فرانك ستابليتون على موقع ناشيونال فوتبول تيمز (الإنجليزية)
- فرانك ستابليتون على موقع Soccerbase.com (لاعب) (الإنجليزية)
- فرانك ستابليتون على موقع Soccerbase.com (مدرب) (الإنجليزية)